# Passengers (band)
Passengers is een pseudoniem voor de samenwerking tussen U2 en Brian Eno. De naam is eenmalig gebruikt om het album Original Soundtracks No. 1 tot stand te brengen. Het album werd in november 1995 uitgebracht en is een collectie van liedjes gecomponeerd voor voornamelijk niet-bestaande films, dat ook de titel verklaart. Het meest notabele nummer van de CD is de single Miss Sarajevo (met de Italiaanse tenor Luciano Pavarotti die de opera solo zingt).

## Ontvangst
Vanwege de experimentele aard van het album en het feit dat het onder een pseudoniem werd uitgebracht, is Original Soundtracks No. 1 de meest onbekende en slechtst verkopende CD van U2. Recensies waren wisselend en zelfs de bandleden van U2 waren niet unaniem in hun perceptie van het album. Drummer Larry Mullen jr. omschreef zijn idee over het album als volgt: "There's a thin line between interesting music and self-indulgence. We crossed it on the Passengers record." Later, in 2002, gaf Mullen aan dat zijn mening over het album onveranderd was, alhoewel hij 'Miss Sarajevo' als een klassieker beschouwt." In dezelfde documentaire waarin Mullen dit zei, pareerde Bono deze kritiek met de uitspraak dat "Larry gewoon niet van Passengers hield, omdat hij de drums niet mocht bespelen."